# 碘苷
碘苷（INN：idoxuridine）是一種主要用于角膜炎的抗疱疹病毒科抗病毒药物。碘苷與脱氧尿苷的結構非常類似，可以在病毒DNA复制的過程中被使用，碘苷當中的碘原子妨礙了碱基对的生成，从而干扰病毒的DNA复制。由于碘苷帶有心脏毒性，它仅可外用于眼睛感染。它由藥理學家威廉·普魯索夫在1950年代后期合成。最初希望成为一种抗肿瘤药，碘苷在1962年成为了第一个被發現的抗病毒药物。

## 醫療用途
碘苷主要用於治疗單純皰疹病毒所引起的角膜炎。碘苷對上皮組織病变最为有效，特别是初起的树枝状溃疡；但對於牽涉基质組織的感染卻不太有效。碘苷对单纯疱疹病毒2型和带状疱疹病毒所引起的感染是无效的。

## 副作用
碘苷滴眼液的常见副作用包括刺激，视野模糊和畏光。角膜霧化和角膜上皮细胞受損也可能发生。

## 配方和剂量
碘苷可配製成0.5%眼用药膏或0.1％滴眼液。碘苷药膏的一般用量為日間每4小时一次和在臨睡前一次。而碘苷滴眼液的一般用量為日間每小时滴结膜囊一次，夜間每2小时一次，直到病情有明顯改善；然后日間每2小时滴一次，夜間每4小时一次。以荧光素染色法确认痊愈后，治疗須再持续3到4天。

## 合成路徑

碘苷合成路徑：

## 外部連結
- . Pharm Dev Technol. 2004, 9 (3): 277–289. PMID 15458233. doi:10.1081/PDT-200031432.
- Otto S. . J Intraven Nurs. 1998, 21 (6): 335–7. PMID 10392098.
- . Mutat Res. 1999, 440 (2): 147–56. PMID 10209337. doi:10.1016/s1383-5718(99)00021-2.